# Ernst Alfred Seckendorf
Ernst Alfred Seckendorf (* 30. Dezember 1892 in Nürnberg; † 11. Februar 1943 in Auschwitz) war ein deutscher Dermatologe und Medizinhistoriker. Er war ein in Fürth ansässiger Jude und Opfer des Holocaust.

## Leben
Geboren 1892 als Sohn von Fritz und Anna Seckendorf in Nürnberg, hatte Ernst Seckendorf noch vier weitere Geschwister. Er besuchte in Nürnberg die Handelsschule und später von 1902 bis 1911 das humanistische Gymnasium. Seckendorf studierte ab 1908 zwei Semester an der Universität Erlangen und ab 1912 zwei an der Ludwig-Maximilians-Universität in München Medizin, daraufhin vier Semester wieder in Erlangen. Die Vorprüfung legte er in München ab, wo er an der Klinik von Zumbusch auch seine dermatologische Ausbildung erhielt. Das Studium beendete er 1919, nachdem er am Ersten Weltkrieg als Sanitätsunteroffizier an der Front teilgenommen hatte – vom 7. August 1914 bis zum 31. Dezember 1918, zuletzt als Feldhilfsarzt. 1916 war er an der Front verwundet worden und erhielt die selten vergebene Bayerische Tapferkeitsmedaille. Sein Bruder Paul fiel 1917 in Flandern. Im Dezember 1919 erhielt er seine Approbation und wurde am 23. März 1920 in Erlangen mit der Arbeit Das Blutbild bei Rachitis zum Doktor der Medizin promoviert. Seine Doktorarbeit verfasste er zum Thema Das Blutbild bei Rachitis. Ab 1921 betrieb er in Fürth als Facharzt für Haut- und Geschlechtskrankheiten eine Praxis, gehörte aber nicht der Deutschen Dermatologischen Gesellschaft an. Nebenher war Seckendorf, der sich bereits als Student für Medizingeschichte interessiert hatte und alte Medizinliteratur sammelte, als Übersetzer medizinischer Literatur tätig. Unter anderem verfasste er einige Umdichtungen lateinischer, von 1496 bis 1533 entstandener Gedichte über die Syphilis, allen voran die Übertragung von Syphilidis sive morbi gallici libri tres von Girolamo Fracastoro ins Deutsche.
Schon 1918 hatte Seckendorf die katholische Elisabeth Meyners geheiratet. Aus dieser Ehe entstammten zwei Söhne, der 1919 geborene Wolfgang war geistig behindert und wurde später in einem Kloster betreut. 1921 kam der zweite Sohn Hans Peter auf die Welt. Die Söhne wurden katholisch getauft.

## Zeit des Nationalsozialismus
Bereits mit Machtübernahme der Nationalsozialisten geriet Seckendorf unter Druck. Im April 1935 wurde ihm ein Hetzartikel im Stürmer gewidmet. Seine erste Ehefrau Elisabeth starb am 12. März 1937 in Fürth. Seckendorfs Versuch zu emigrieren scheiterte. Nach dem Tod der ersten Frau fand er in der zwölf Jahre jüngeren Barbara Woog eine neue Ehefrau, doch der Versuch zu heiraten scheiterte an den nationalsozialistischen Rassegesetzen. Für diese „Rassenschande“ und die Durchführung mehrerer Abtreibungen in seiner Fürther Praxis (1937 in der Adolf-Hitler-Straße 78) – zu diesem Zeitpunkt ebenfalls von den Nationalsozialisten unter Strafe gestellt – wurde er im Januar 1938 verhaftet und angeklagt. Vor Gericht gab er die Abtreibungen zu und begründete dies damit, dass „ihm die Haltung des Staates bekannt gewesen, aber der Drang Frauen zu helfen stärker gewesen“ sei. Zum Vorwurf der Rassenschande erklärte er „dass das Blutschutzgesetz für ihn als Kriegsteilnehmer eine persönliche Beleidigung bedeute“. Im September 1938 wurde er wegen des Vorwurfs dreier gewerbsmäßiger Abtreibungen und „Rassenschande“ (Nichtbeachtung des § 218 und der Nürnberger Gesetze) zu zehn Jahren Zuchthaus und Sicherungsverwahrung in Amberg verurteilt. Die Strafe verbüßte er ab dem 23. Dezember 1938. Am 7. Mai 1942 wurde er in das Straflager Rottgau/Dieburg überstellt. Seine Doktorwürde wurde ihm 1939 von der Universität Erlangen aberkannt.
Später wurde er vom Gefängnis in das Konzentrationslager Auschwitz-Birkenau deportiert, wo er am 11. Februar 1943 starb. Zunächst war, nachdem das Amtsgericht Fürth ihn am 20. April 1950 für tot erklärt hatte, sein Todeszeitpunkt auf den 31. Dezember 1941 festgesetzt worden. Seine Schwester Hedwig wurde 1943 im Vernichtungslager Sobibor ermordet. Sein Bruder Otto war 1927 in Berlin verstorben. Genauso wie 1941 sein älterer Bruder Wilhelm Gottfried. Sein behinderter Sohn Wolfgang wurde 1941 in die Erlanger Heil- und Pflegeanstalt eingewiesen und starb dort am 13. Februar 1942.
Seine nicht-jüdische zweite Ehefrau Barbara und der Sohn Hans Peter überlebten den Holocaust, die Ehe mit Barbara Woog wurde erst nach dem Krieg anerkannt. Der Sohn seiner Schwester Hedwig Heinz Herbert Ruppel überlebte. Die Kinder seines Bruders Wilhelm Gottfried lebten in den Vereinigten Staaten und entgingen somit dem Schicksal ihrer Verwandten.

## Nachwirken
Ernst Alfred Seckendorfs Wirken und sein Leben wurden – unter anderem von seinem Enkel Ernst Seckendorf – nach dem Krieg erforscht. Im Jahr 2009 wurde ihm und anderen jüdischen Ärzten eine Ausstellung des Nürnberger NS-Dokumentationszentrums gewidmet. Diese gastierte unter anderem in Gräfenberg, wo sein Enkel Ernst Seckendorf (Sohn von Hans Peter Seckendorf) damals als Stadtrat und im Widerstand des Bürgerforums Gräfenberg gegen die regelmäßigen Aufmärsche der NPD wirkte. Nach dem Krieg leugnete die Universität zunächst den Entzug der Promotionen. Erst in den 1990er Jahren begann die Aufarbeitung. In einem Gedenkakt der Medizinischen Fakultät am 12. Juli 2008 würdigte die Medizinische Fakultät der Universität Erlangen bei der Promotionsfeier Seckendorf und andere Absolventen, denen die Doktorwürde entzogen worden war.

## Veröffentlichungen (Auswahl)
- Das Blutbild bei Rachitis. Medizinische Dissertation. Erlangen 1920.
- Die erste gedruckte Nürnberger Medizinalverordnung. (Ein Beispiel für Entstehung und Inhalt früherer Medizinalverordnungen). In: Münchener medizinische Wochenschrift. 1930, Nr. 2, S. 1673 ff.
- Übr Bücherkataloge im allgemeinen und über F. B. Osiander im besonderen. In: Zeitschrift für Bücherfreunde. Neue Folge. Band 22, 1930, S. 117 ff.
- Der Krankheitsname Syphilis. (Zur Erinnerung an seine vierhundertjährige Existenz). In: Münchener medizinische Wochenschrift. 1930, Nr. 2, S. 1200 ff.
- J. L. Schönleins Anschauungen über die Lustseuche in seiner Würzburger Zeit. In: Dermatologische Wochenschrift. Band 91, 1930, Nr. 43, S. 1594–1598.
- Mortilogus. „Carmen … ad clementissimam dominam nostram Mariam“ ... des F. Conrad Reitter. In: Medizinische Welt. 1931, Nr. 1, S. 905 ff.
- Darf der Tripperkrank rauchen? Zugleich ein Beitrag zur Kasuistik der Stomatitis gonorrhoica. In: Medizinische Welt 1931, Nr. 1, S. 1570 ff.
- Nürnbergs Kampf gegen die Homöopathie vor 100 Jahren. In: Medizinische Welt. 1931, Nr. 1, S. 614 ff.
- Der Brissotsche Aderlaßstreit. Ein Wendepunkt in der Geschichte therapeutischer Ansätze. In: Medizinische Welt. 1932, Nr. 2, S. 1486 ff.
- Psorische Dyskrasie und Scabies. In: Die medizinische Welt. Band 7, 1933, Nr. 2, S. 1409–141, 1444–1446, 1661–1664 und 1769–1771.
- Zur Frühgeschichte der intravenösen Injektion. (Zur Erinnerung an J. D. Major, geb. 1634). In: Medizinische Welt. 1934, Nr. 1, S. 497 ff.
- Intravenöse Luesbehandlung und paravenöses Infiltrat im 17. Jahrhundert. In: Dermatologische Wochenschrift. Band 98, 1934, S. 652 ff.
- Behandlung der Ejaculatio praecox und des Samenrückflusses aus der Vulva. (Anfrage). In: Medizinische Welt. 1934, Nr. 2, S. 1000.
- Der Krankheitsname „Syphilis“. In: Riedel Archiv. Band 24, 1935, S. 59.
- Allgemeine und persönliche Geschlechtskrankheitenvorbeugung des 16. Jahrhunderts. In: Medizinische Welt- 1935, Nr. 2, S. 1340 ff.